# 夏孙桐
夏孫桐（1857年—1941年），字閏枝，號閏庵，室名觀所尚齋，江蘇江陰人，清末民初政治人物。

## 家族
母姚氏為姚鼐之裔。岳父張是彝，妻舅張一麐、張一鵬。與繆荃孫同鄉，三妹嫁繆荃孫。

## 生平
光緒十八年（1892年）進士，同年五月，改翰林院庶吉士。光緒二十年四月，散館，授翰林院編修，與修國史會典。歷任湖州、寧波、杭州知府。民初，入清史館，編《清史稿》，撰嘉慶、道光朝列傳及《循吏傳》、《藝術傳》。